# 懷特里弗鎮區 (阿肯色州獨立縣)
懷特里弗鎮區（英語：White River Township）是位於美國阿肯色州獨立縣的一個行政鎮區。

## 地方資料
懷特里弗鎮區的面積為41.17平方千米，當中陸地面積為40.68平方千米，而水域面積為0.49平方千米。根據2010年美國人口普查的數據，當地共有人口1138人，而人口密度為每平方千米27.64人。